# Norrtälje Sportcentrum
Norrtälje Sportcentrum är en fotbollsarena i Norrtälje, Sverige som är hemmaarena för BKV Norrtälje. Norrtälje Sportcentrum har en kapacitet på 1 000 åskådare.
den är även hemmahall för Norrtälje IK.